# Max Klauß
Max Klauß (Chemnitz, 27 luglio 1947) è un ex lunghista tedesco, campione europeo nel 1971.

## Biografia
Iniziò la sua carriera sportiva gareggiando nel decathlon, specialità in cui ottenne un quarto posto ai Campionati europei del 1966. Nello stesso anno prese parte ai Giochi europei juniores, antesignani dei Campionati europei under 20 di atletica leggera, dove vinse la gara di salto in lungo, specialità alla quale si sarebbe dedicato per il resto della sua carriera.
Ai Campionati europei del 1969 non andò oltre un sesto posto, ma nel 1971 vinse il titolo continentale superando di un centimetro il sovietico Igor' Ter-Ovanesjan. Nel 1972, dopo aver vinto i Campionati europei indoor, partecipò per la prima e unica volta ai Giochi Olimpici dove concluse la gara al sesto posto.
Negli anni successivi salì nuovamente sul podio dei campionati europei indoor, con un secondo posto nel 1973 e un terzo posto nel 1974. Sempre nel 1974 prese parte ai campionati europei di Roma giungendo settimo.

## Palmarès
| Anno | Manifestazione     | Sede      | Evento         | Risultato | Prestazione | Note |
| ---- | ------------------ | --------- | -------------- | --------- | ----------- | ---- |
| 1966 | Europei juniores   | Odessa    | Salto in lungo | Oro       | 7,57 m      |      |
| 1971 | Campionati europei | Helsinki  | Salto in lungo | Oro       | 7,92 m      |      |
| 1972 | Europei indoor     | Grenoble  | Salto in lungo | Oro       | 8,02 m      |      |
| 1973 | Europei indoor     | Rotterdam | Salto in lungo | Argento   | 7,83 m      |      |
| 1974 | Europei indoor     | Göteborg  | Salto in lungo | Bronzo    | 8,03 m      |      |